# John A. Logue
John Alan Logue (* 8. Dezember 1947 in Denton, Texas; † 9. Dezember 2009 in Kent, Ohio) war ein US-amerikanischer Politikwissenschaftler und Hochschullehrer.

## Leben und Wirken
John A. Logue studierte Politikwissenschaft und erwarb zunächst 1970 den Bachelorgrad an der University of Texas. Sein Studium setzte er dann an der Princeton University fort, wo er 1973 den Magistergrad erwarb und 1976 zum Ph.D. promovierte. Als Hochschullehrer und Professor für Politikwissenschaft lehrte er ab 1977 bis zu seinem frühen Tod an der Kent State University im Bundesstaat Ohio. Von 1981 bis 1983 hatte er eine Gastprofessur an der Universität Roskilde inne.
Als Politikwissenschaftler beschäftigte er sich vor allem mit den politischen Systemen der skandinavischen Staaten und dem dortigen Wohlfahrtsstaat. Zu diesem Zweck hielt er sich 1970 zu seinem Studienaufenthalt an der Universität Kopenhagen auf.
Neben seiner Lehrtätigkeit an der Kent State University gründete er 1987 das „Ohio Employee Ownership Center“ und leitete es seither. Es handelt sich um eine Einrichtung zur Förderung der Wirtschaftsdemokratie, indem Arbeitnehmer dabei gefördert werden, Anteilseigner von Unternehmen zu werden. Diese Thematik behandeln mehrere seiner Veröffentlichungen.

## Veröffentlichungen (Auswahl)
- Trade unions in the corporate state. The effects of corporatism on party competition, contract referenda and internationalism in Danish Trade Union. University of Gothenburg 1976.

- The welfare state. Victim of its success. In: Daedalus, Bd. 108 (1979), S. 69–87.
- (mit Gerd Callesen): Social-Demokraten and internationalism. The Copenhagen social democratic newspaper's coverage of international labor affairs, 1817-1958. Kent Popular Press, Kent, Ohio 1979.

- Toward a theory of trade union internationalism. University of Gothenburg 1980, ISBN 0-933522-02-9.

- (Mithrsg.): American class society in numbers. Kent Popular Press, Kent, Ohio 1981.

- Socialism and abundance. Radical socialism in the Welfare state. A study of the Danish socialist people's party. Akademisk Forlag, Copenhagen 1982, ISBN 0-8166-1131-9.
- (mit Eric S. Einhorn): Democracy on the shop floor? An American look at a employee influence in Scandinavia today. Kent Popular Press, Kent, Ohio 1982, ISBN 0-933-522-11-8.
- (mit Eric S. Einhorn): Welfare states in hard times. Problems, policy, and politics in Denmark and Sweden. Kent Popular Press, Kent, Ohio 1982.
- (mit Marion Donald Hancock): Sweden. The quest for economic democracy. In: Polity, Bd. 17 (1984), S. 248–270.

- (mit Eric S. Einhorn): The Scandinavian democratic model. In: Scandinavian political studies, Bd. 9 (1986), S. 193–208.
- And We Dreamed of a New and Just Society. In: Scandinavian studies, Bd. 59 (1987), S. 129–141.

- (mit Eric S. Einhorn): Modern welfare states. Politics and policies in social democratic Scandinavia. Praeger, New York 1989, ISBN 0-275-92450-5 (2. Aufl. 2003, ISBN 0-275-95044-1).
- (Hrsg.): William W. Winpsinger / Reclaiming our future. An agenda for American labor. Westview Press, Boulder, Colo. 1989, ISBN 0-8133-0889-5.
- Sweden. In: S. Victor Papocosma (Hrsg.): Europe's neutral and nonaligned states. Between NATO and the Warsaw Pact. SR Books, Wilmington, Del. 1988, S. 71–102, ISBN 0-8420-2269-4.
- (Mitautor): Marion Donald Hancock (Hrsg.): Managing modern capitalism. Industrial renewal and workplace democracy in the United States and Western Europe. Greenwood Press, New York 1991, ISBN 0-275-94287-2.
- Of Maastricht, Social Democratic Dilemmas, and Linear Cucumbers. In: Scandinavian studies, Bd. 64 (1992), S. 626–640.
- (Hrsg.): Transforming Russian enterprises. From state control to employee ownership. Greenwood Press, Westport, Conn. 1995, ISBN 0-313-28748-1.
- (mit Jacquelyn S. Yates): Worker ownership American style. Pluralism, participation and performance. In: Economic and industrial democracy, Bd. 20 (1999), S. 225–252.
- (Hrsg., mit Marion Donald Hancock): Transitions to capitalism and democracy in Russia and Central Europe. Achievements, problems, prospects. Praeger, Westport, Conn. 2000, ISBN 0-275-96214-8.
- (mit Jacquelyn S. Yates): The real world of employee ownership. ILR Press, Ithaca, NY 2001, ISBN 0-8014-3349-5.
- (mit Eric S. Einhorn): Can the Scandinavian Model Adapt to Globalization? In: Scandinavian Studies, Bd. 76 (2004), S. 501–534.
- (mit Eric S. Einhorn): Scandinavia. Still the Middle Way? In: Ronald Tiersky (Hrsg.): Europe today. A twenty-first century introduction. 4. Aufl. Rowman & Littlefield, Lanham 2011, S. 161–206, ISBN 978-0-7425-6774-0.